# Berendtimiridae
Berendtimiridae – wymarła rodzina chrząszczy z podrzędu wielożernych i nadrodziny sprężyków. Obejmuje dwa monotypowe rodzaje znane wyłącznie z inkluzji w bursztynie bałtyckim znalezionych w Zatoce Gdańskiej i pochodzących z eocenu.

## Taksonomia i ewolucja
Rodzina ta wprowadzona została w 1987 roku przez Josefa R. Winklera. Odkrył on w zbiorach Muzeum Historii Naturalnej w Berlinie inkluzję opisaną jako „?Lycidae”. Na jej podstawie opisał nowy gatunek, Berendtimirus progenitor, umieszczając go w monotypowym rodzaju Berendtimirus oraz monotypowej rodzinie Berendtimiridae. Kolejnego przedstawiciela rodziny opisał w 2020 roku Siergiej Kazancew. Jest nim Retromalisus damzeni, umieszczony w monotypowym rodzaju Retromalisus.
Oba zaliczane do tej rodziny gatunki znane są wyłącznie z pojedynczych inkluzji w bursztynie bałtyckim znalezionych w Zatoce Gdańskiej i pochodzących z eocenu. Winkler umieścił Berendtimiridae w obrębie Cantharoidea, sugerując bliskie ich pokrewieństwo z rozgniotkowatymi (Omalisidae). W systemie Patrice’a Boucharda z 2011 roku Cantharoidea nie są już wyróżniane, a Berendtimiridae zaliczone zostały do nadrodziny sprężyków. Ponadto w 2018 roku na podstawie molekularnych analiz filogenetycznych rozgniotkowatym obniżono rangę do podrodziny w obrębie sprężykowatych. Na podstawie analizy okazu R. damzeni, który jest lepiej zachowany niż B. progenitor, Kazancew wykluczył przynależność Berendtimiridae do omomiłkowatych i rozgniotkowatych.

## Morfologia
Chrząszcze o ciele długości od 2,5 do 3,2 mm, spłaszczonym grzbietobrzusznie i wydłużonym. Szersza niż dłuższa głowa zaopatrzona była w długie, nitkowate czułki zbudowane z jedenastu członów i małe głaszczki. Oczy złożone u Berendtimirus były bardzo duże, u Retromalisus zaś małe. Przedplecze było wyraźnie szersze niż dłuższe, ale węższe od pokryw; przednią krawędź miało tylko lekko wypukłą, a tylne kąty krótkie i ostre. Tarczka u Berendtimirus była kubkowata, u Retromalisus zaś trójkątna. Całkowicie nakrywające odwłok, wydłużone i dość szerokie pokrywy miały po dziewięć lub dziesięć rzędów okrągławych punktów. W przedwierzchołkowej części pokryw liczba rzędów punktów mogła spadać, a punktowanie przypominać siateczkowanie. Przedpiersie u Berendtimirus było dłuższe od bioder przedniej pary, u Retromalisus zaś krótkie, T-kształtne, zaopatrzone w rozwidlony wyrostek międzybiodrowy. Odnóża był cienkie, o wydłużonych biodrach i krętarzach oraz bardzo smukłych udach, tylko w przypadku przedniej pary grubszych od goleni. Stopy budowało pięć członów, z których tylko czwarty był rozszerzony i od spodu głęboko wcięty, pozostałe zaś wąskie. Na spodzie odwłoka widocznych było od sześciu do ośmiu sternitów (wentrytów).